# Carne ahumada

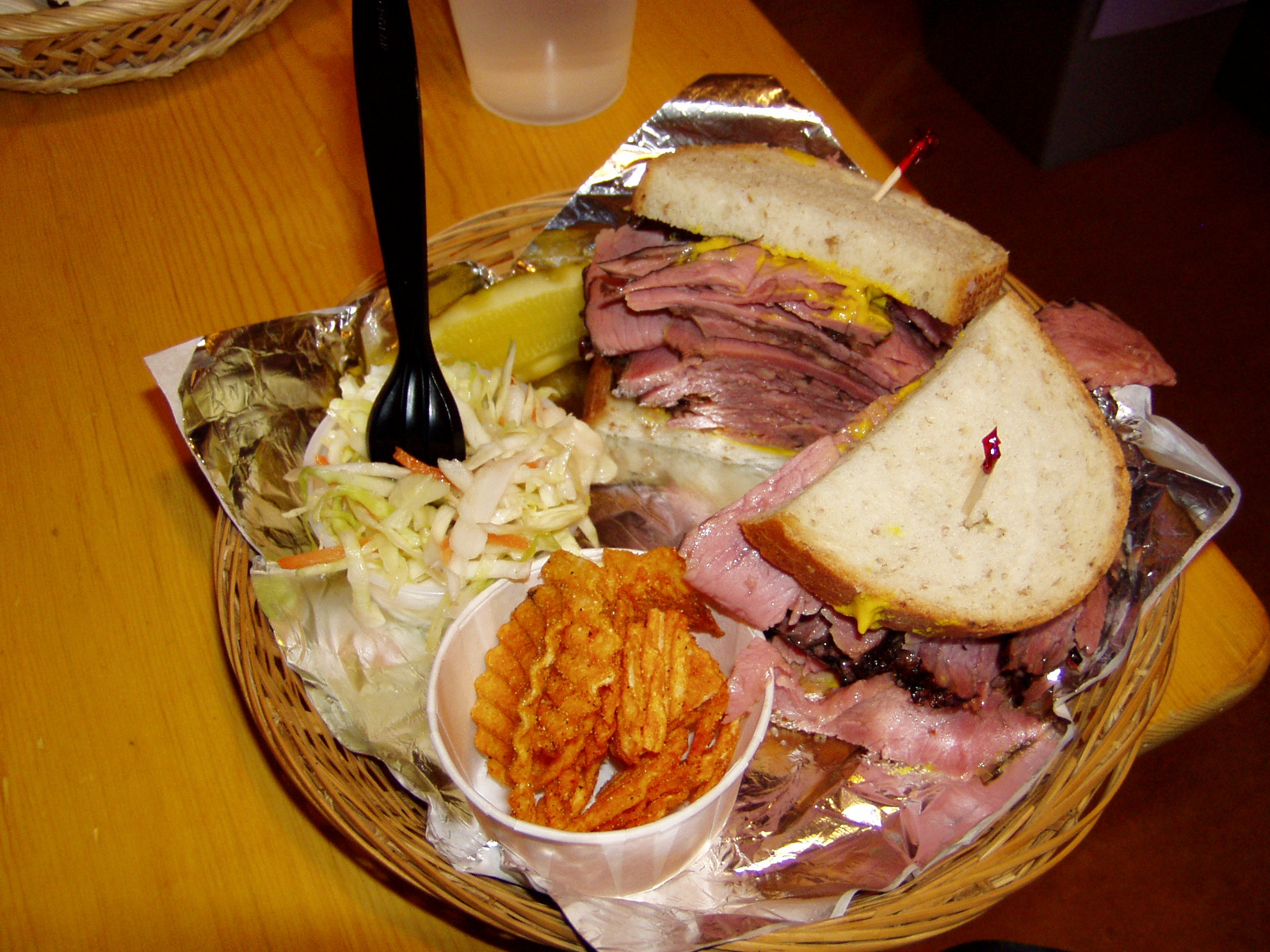
Carne ahumada en sandwichs, servido con coleslaw, patatas fritas y algunos encurtidos.

La carne ahumada es una forma de preparar carnes que se originó en Europa central. El objetivo de preparar las carnes ahumadas es la de preservarla y poder mantenerla en estado comestible durante largos períodos. Hoy en día debido a la existencia de sistemas refrigerados no es necesario ahumar carne y es por esta razón por la que se sigue ahumando carne con el objeto de proporcionar sabor. En algunos lugares se asocia con ciudades como puede ser Montreal, Quebec, Canadá. Se puede servir en un plato o como en un sándwich (smoked meat sandwich).

## General
La carne ahumada, conocida también como salt beef en Londres, se trata de una forma similar de corned beef que tiene algo de especias, es una especie de pastrami especial. La diferencia está en que cuando la carne es cortada para ser ahumada, las especias incluidas durante este proceso hacen que la receta dependa de las localidades donde se elabora e incluso de los cocineros intervinientes en el proceso. Debido a que la carne ahumada se pudo haber originado en el Este por los pueblos judíos Ashkenazi, a menudo se le asocia con alimentos popularizados por estas comunidades, tal y como los bagels.

## Montreal
Junto con los panecillos, la carne ahumada ha sido muy popular en la ciudad de Montreal desde los años 1920, y ha sido una fuerte seña de identidad de los Montrealenses, e incluso de los no montrealenses, identificándolo muy a menudo con la gastronomía de la ciudad. Hoy en día los residentes y turistas hacen paradas especiales para conocer los mejores locales o establecimientos donde se sirve la mejor: smoked meat tal y como (Schwartz's, Ben's, Dunn's, el Main Deli, Lester's, Jarry Smoked Meat, Reuben's, Smoke Meat Pete, y la Snowdon Deli), e incluso tomar buena parte de provisiones. La mayoría de estos restaurantes piden a fábricas de transformación de carne de prepararla. La fábrica más grande de carne ahumada en la isla de Montreal es Los Alimentos Levitts ubicada en LaSalle. A pesar de los orígenes del alimento y tal y como ha decidido la comunidad judía de Montreal, y contrariamente a lo que se afirma a veces, ningunos de estos delicatessen se pueden vender como alimento kosher.

## Luxemburgo
Entre los platos más típicos de Luxemburgo se encuentra el Judd mat Gaardbounen, que es el cuello del cerdo ahumado y servido con alubias. Este plato no es mencionado como "smoked meat", pero es muy notable que cuando se hace referencia al cuello ahumado del cerdo se piensa en la carne ahumada, además la palabra Judd en luxemburgués denomina "Judío", aumentando la asociación con el plato de carne curada que se toma en la comunidad judía. Resulta irónico que este plato se denomine judío cuando contiene cerdo, alimento prohibido por esta comunidad.